# يواخيم هيرمان (سياسي)
يواخيم هيرمان هو محامي وسياسي ألماني، ولد في 21 سبتمبر 1956 في ميونخ في ألمانيا. نشط حزبياً في الاتحاد الاجتماعي المسيحي. وقد انتخب Member of the Bundesrat of Germany ‏ (2013 – ) وانتخب Bavarian Minister of the Interior, Construction and Transportation ‏ (30 أكتوبر 2007 – ) وانتخب عضو مجلس الشورى الموحد لبافاريا ‏ خلال فترته النيابية ‏ (5 نوفمبر 2018 – ).

## وصلات خارجية
- خواكيم هيرمان (سياسي) على موقع IMDb (الإنجليزية)
- خواكيم هيرمان (سياسي) على موقع مونزينجر (الألمانية)